# Epimartyria auricrinella
Epimartyria auricrinella là một loài bướm đêm thuộc họ Micropterigidae. Nó được Walsingham, Lord Thomas de Grey, miêu tả năm 1898. Nó được tìm thấy ở phần phía đông của Hoa Kỳ cũng như đông nam Canada.
Ấu trùng ăn the leafy, các loài giống rêu liverwort, bao gồm Bazzania trilobata.

## Hình ảnh

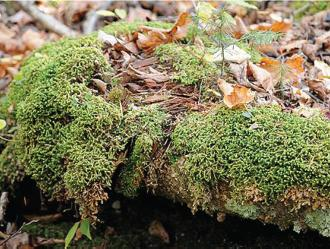
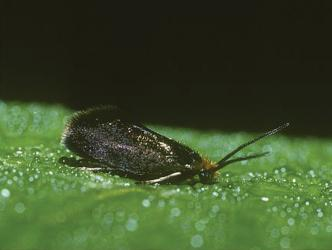